# Elodie Harper
Pour les articles homonymes, voir Harper.
Elodie Lauren Geraldine Harper est une auteure et journaliste anglaise. Elle a travaillé pour la BBC et Channel 4 News avant de rejoindre ITV News Anglia. Elle est connu pour son roman L'Antre des louves (2021), le premier d'une trilogie.

## Biographie
Harper est née à Hammersmith. Sa mère est l'actrice Suzy Kendall. Elle allait à Francis Holland School. Elle a obtenu un diplôme de Corpus Christi College, Oxford.

## Carrière
Harper Elle a présenté des documentaires pour la BBC,. Elle a ensuite travaillé comme productrice et reporter pour Channel 4 News. Elle a rejoint ITV News Anglia en 2010.
Sa nouvelle "Wild Swimming" a remporté le concours de Stephen King et a ensuite été publiée dans l'anthologie Six Scary Stories en 2016. Harper a signé son premier contrat d'édition avec Mulholland Books. Son premier roman policier The Binding Song a été publié en 2017. Son deuxième roman policier "The Death Knock" a été publié en 2018. Elle avait le sentiment que ses premiers travaux « Norfolk Noir » ressemblaient trop à son travail de journaliste, elle a donc décidé de se lancer dans la fiction historique.
En 2021 via Head of Zeus, Harper a publié son premier roman historique L'Antre des louves (The Wolf Den), qui se déroule à Pompéi et suit Amara, une esclave Lupanar. Les deuxième et troisième volets de la trilogie La Maison à la porte dorée (The House with the Golden Door), and Le Temple de Fortuna (The Temple of Fortuna) ont été publiés respectivement en 2022 et 2023.

## Œuvre

### L'Antre des louves
- L'Antre des louves (2021)
- La Maison à la porte dorée (2022)
- Le Temple de Fortuna (2023)

### Autre romans
- The Binding Song (2017)
- The Death Knock (2018)
- Boudicca's Daughter (2025)

### Nouvelles
- "Wild Swimming" (2016)